# Barad
Barad – irański zespół rockowy, założony w Teheranie. Jak wiele innych irańskich zespołów rockowych, grupa zadebiutowała w okresie złagodzenia polityki kulturalnej w czasach prezydentury Chatamiego, w późnych latach 90. XX wieku.

## Członkowie zespołu
- Kasra Saboktakin (gitara basowa)
- Pouya Mahmoodi (wokal i gitara)
- Aydin Naeeni (gitara)
- Arash Moghadam (perkusja)

## Dyskografia
- Barad (2003, Hermes Records)
- Mehr